# Efemerydy (astronomia)
Efemerydy (stgr. ἐφήμερος ephēmeros – zapis codzienny) – dane, najczęściej w formie tabelarycznej, dotyczące zestawienia współrzędnych Słońca, planet, satelitów na poszczególne dni, a nawet godziny. Jest to też zestawienie przebiegu przyszłego zjawiska astronomicznego, np. pozorne położenie Słońca, Księżyca i planet na niebie w określonym czasie i w określonym miejscu na Ziemi. Efemerydy zawierają również dane o ważnych zjawiskach astronomicznych, takich jak zaćmienie Słońca i Księżyca, retrogradacji, czasie gwiazdowym i pozycje węzłów księżyca, położenie i układ gwiazd lub innych ciał niebieskich w wybranym dniu.
Efemerydy ogłasza się w rocznikach astronomicznych.